# Robert Méndez
Robert Méndez Rodríguez (Concepción, Chile 28 de agosto de 1989) es un futbolista chileno. Juega como Mediocampista o delantero en el Fernández Vial de la Tercera División A de Chile.

## Clubes
| Club                      | País  | Año       |
| ------------------------- | ----- | --------- |
| Universidad de Concepción | Chile | 2007-2009 |
| Fernández Vial            | Chile | 2010-2013 |

## Títulos

### Campeonatos nacionales
| Título     | Club                      | País  | Año       |
| ---------- | ------------------------- | ----- | --------- |
| Copa Chile | Universidad de Concepción | Chile | 2008/2009 |

- Datos: Q6109506